# Triepeolus buchwaldi
Triepeolus buchwaldi är en biart som först beskrevs av Heinrich Friese 1908.  Triepeolus buchwaldi ingår i släktet Triepeolus och familjen långtungebin. Inga underarter finns listade i Catalogue of Life.